# Circulus arteriosus cerebri
Circulus arteriosus cerebri, også kendt som Circulus Willisii, hjernens arterielle ring eller Willis' cirkel (engelsk Circle of Willis), er en ringformet struktur bestående af forskellige arterier på storhjernens underside.

Hjernen er det organ i kroppen hvis celler hurtigst går til grunde ved mangel på ilt. Det er derfor yderst vigtigt, at hjernen ved fysiske traumer, så længe så muligt får den ilt den skal bruge. Hvis ikke, risikerer den tilskadekomne hjerneskader og i værste fald døden. Ikke kun traumer, men også interne tilstande, som fx trombose kan affektere hjernens blodtilførsel. Netop ved trombose af et eller flere af de forsynende kar, viser circulus arteriosus sit værd. Ved hjælp af denne kan de resterende kar delvist overtage funktionen af det tilstoppede eller beskadigede kar og således forsyne hjernen med den vigtige ilt på trods heraf. Det skal dog nævnes, at anastomoserne i cirklen er meget variabelt udviklet hvorfor man ikke kan være sikker på, at hjernen får tilstrækkeligt med blod. Ved kirurgiske indgreb (eller for at forhindre yderligere blødning fra bristede arterier i hjernen) kan man derfor ikke underbinde den tilførende a. carotis interna idet man kompromitterer blodforsyningen. Nedenfor en forklaring på hvorfor det lader sig gøre.

## Detaljeret om arterierne
Hjernen får oxygeneret blod fra fire store arterier, opdelt i to grupper, som alle i sidste ende er udsprunget fra arcus aortae. Det drejer sig om:
- Arteria carotis interna dextra – fra  a. carotis communis dextra fra truncus brachiocephalicus fra arcus aortae
- Arteria carotis interna sinistra – fra a. carotis communis sinistra fra arcus aortae
- Arteria vertebralis dextra – fra  a. subclavia dextra fra truncus brachiocephalicus fra arcus aortae
- Arteria vertebralis sinistra – fra a. subclavia sinistra fra arcus aortae

Forreste gruppe består af de to carotisarterier. De kommer begge fra de to a. carotis communis, der løber fra arcus aortae og op af halsen på hver sin side. Det følgende forløb er det samme for dem begge, men kun beskrevet for den ene. Cirka på højde med overkanten af gl. thyroidea (skjoldbruskkirtlen) deler den sig i a. carotis externa og interna hvor den eksterne forsyner en del strukturer i halsen og splanchnokraniet., mens den interne fortsætter længere op, og snørkler sig vej ind i hjernekassen (neurokraniet) i kraniet Vel inde i hjernekassen deler a. carotis interna sig i følgende to hjernearterier:
- Arteria cerebri anterior[3]
- Arteria cerebri media[4]

A. cerebri anterior forsyner groft sagt forreste del af hjernen mens a. cerebri media forsyner midterste del, derunder de såkaldte basalganglier.
Bagerste gruppe består af de to vertebrale arterier eller hvirvelarterier. Disse udspringer fra de større arteriae subclaviae og løber op gennem nogle huller i nakkehvirvlerne (foramina transversaria). De træder ind i foramen transversarium ud for C6 og fortsætter mod hovedet. Ved C1 (lige efter at have passeret gennem foramen transversarium atlantis, drejer arterierne bag om massa lateralis i sulcus a. vertebralis for herefter at perforere membrana atlantooccipitalis posterior sammen med n. occipitalis major. Endelig træder de ind i hjernekassen gennem samme hul som rygmarven gør det (foramen magnum). Her forener de to kar sig til en fælles arterie kaldet a. basilaris. Inden dette har de to aa. vertebrales afgivet aa. spinales anterior et posteriores og aa. cerebellares inferiores posteriores. A. basilaris løber på under-/forsiden af pons (hjernebroen) og på/bagved clivus og det venøse plexus basilaris hvor den afgiver kar til forsyning af lillehjernen, cerebellum og det indre øre. Det drejer sig nedefra og op om aa. cerebellares inferiores anteriores, aa. labyrinthi (til det indre øre) og aa. cerebellares superiores, herudover også rami ad pontem, små grene til pons. Til slut afgiver den både højre og venstre a. cerebri posterior, der forsyner det bagerste af hjernen.
Circulus arteriosus cerebri fremkommer ved, at de to aa. cerebri anteriores danner en anastomose, den såkaldte forreste kommunikerende arterie, arteria communicans anterior. Desuden findes der anastomose mellem a. cerebri media og a. cerebri posterior, den bagerste kommunikerende arterie, arteria communicans posterior. Der findes både en højre og en venstre. Dermed er cirklen sluttet. Circulus arteriosus cerebri omslutter således hypofysen og chiasma opticum, krydsningen af de to synsnerver, nervi optici.
Til slut skal nævnes, at selv om a. basilaris og de to aa. cerebri mediae er vigtige for forståelsen af circulus' opbygning, regnes de normalt ikke som en del af den.